# Elisabeth Achler

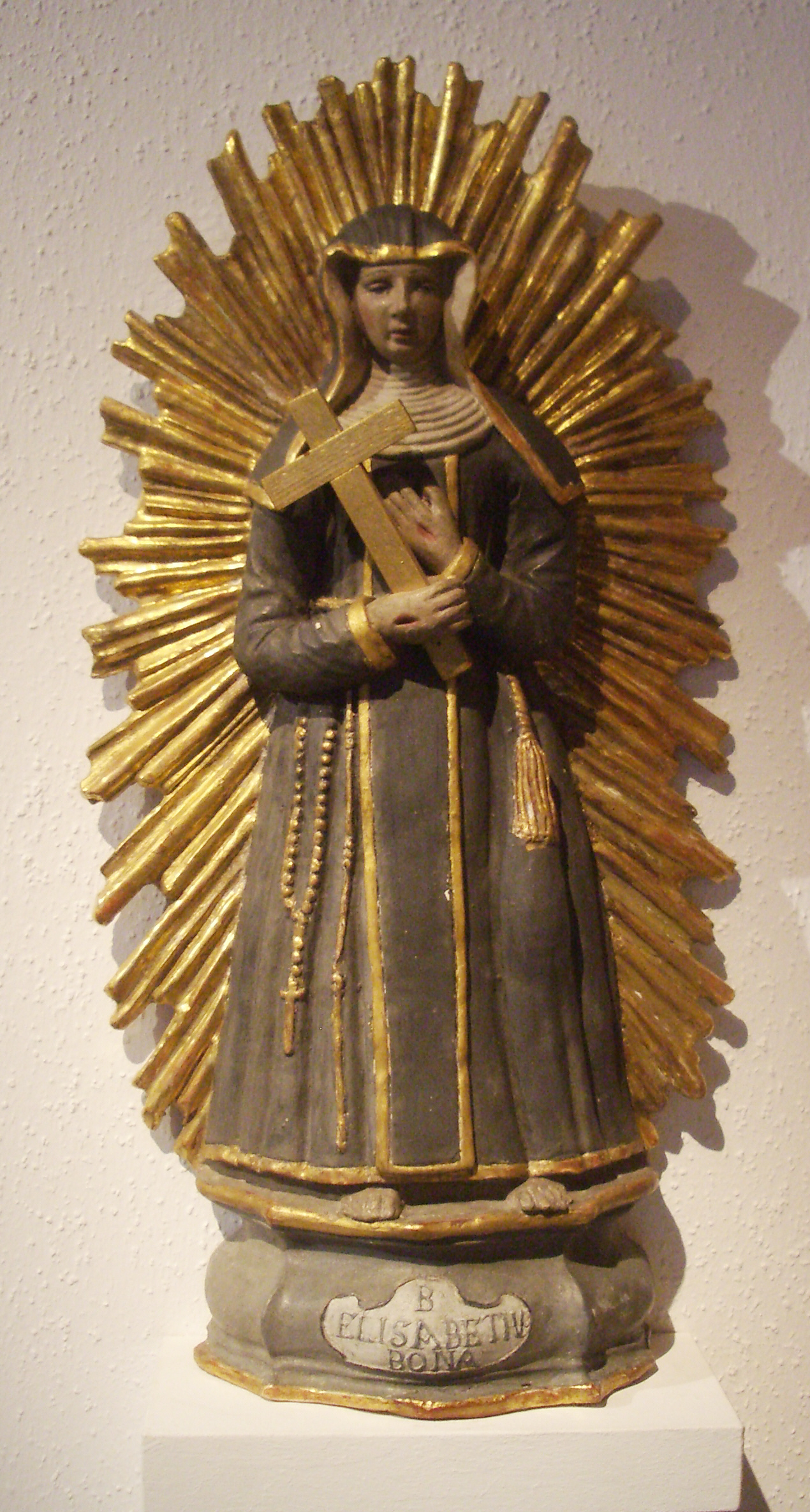
Figur der „Elisabeth Bona“ (Guten Beth), Kornhausmuseum Bad Waldsee.

Elisabeth Achler oder Elsbeth Achler (auch „Elisabeth von Reute“, bekannt als Gute Beth oder „Elisabetha Bona“; * 25. November 1386 in Waldsee; † 25. November 1420 in Reute) war eine deutsche Ordensschwester und Mystikerin. Sie war Mitbegründerin des Klosters Reute. Ihr Leben ist mit den kirchlichen Reformbestrebungen des 15. Jahrhunderts verbunden, die, mit Rückbezügen auf den religiösen Aufbruch des 13./14. Jahrhunderts und dessen „mystischer“ Spiritualität, auf eine Erneuerung des kirchlich-religiösen Lebens zielten.

## Leben
Elisabeth Achler war die Tochter des Weberehepaares Hans und Anna Achler. Sie hatte zwei Brüder.
Der Waldseer Augustinerchorherr Konrad Kügelin (1367–1428) wurde ihr Beichtvater und Seelenführer ab ihrem 14. Lebensjahr. Unter seinem Einfluss wurde sie Franziskaner-Terziarin. Elisabeth lebte zuerst in größter Armut bei einer älteren Begine in Waldsee. 1403 zog sie mit vier anderen jungen Frauen in die mit Hilfe des Stiftspropstes von Waldsee Jakob von Metsch neu erbaute Klause in Reute. Im Jahre 1406 wurde die Klause zum Frauenkloster erhoben; die Schwestern folgten der Dritten Regel des Franziskanerordens. Elisabeth führte dort ein Leben in Abgeschiedenheit, Armut und Gebet; sie kümmerte sich um die Küche und versorgte die Armen an der Klosterpforte. Ihr religiöses Leben richtete sich vor allem auf die Betrachtung und das Miterleben der Passion Christi.

## Fortleben
Unmittelbar nach Elisabeths Tod verfasste Konrad Kügelin eine lateinische Vita, die in der Folgezeit in mehreren, auch deutschsprachigen Fassungen verbreitet wurde. Sie ist in wesentlichen Elementen nach dem Vorbild der Vita der heiligen Katharina von Siena gestaltet und sollte als Grundlage für einen Heiligsprechungsprozess dienen. Elisabeth erscheint hier als eine Mystikerin, die Visionen hatte, ekstatische Zustände erlebte, die Wundmale Christi trug und drei Jahre angeblich ohne zu essen lebte. Die Evidenzbildung für diese Nahrungslosigkeit rührt von den Darstellungen des Beichtvaters Kügelin her. Er schrieb dazu:
„Da nun die liebe Jungfrau in der Wahrheit keine leiblichen Speise aß, da konnte sie auch keinen Stuhlgang haben. Da kam der Teufel so manches Mal zu ihr und brachte mit sich Menschenkot, der darüber hinaus übel roch, als wäre es Schwefel und Harz zusammengemischt. Und den Kot tat der böse Geist in ein Becken oder einen Krug oder in ein Geschirr, das in der Kammer stand, damit man sehe, daß sie auch zu Stuhl ging und damit der Argwohn, daß sie heimlich esse, umso größer in den Schwestern werde. Noch mehr: Der Teufel nahm auch denselben Kot und warf ihn auf ihre Schlafkammer durch ein Fenster, daß die Wände von außen unrein wurden, darum, daß das Ärgernis zunehme und nicht ab.“
Kügelin schreibt auch  davon, dass er selbst gesehen habe, wie der Teufel die Achler schlug. Die Vita verrät insofern auch mehr über Kügelins Ansichten und sein religiöses Welterleben als über Elisabeth Achler selbst. Allerdings steht eine kritische Untersuchung, wie weit die einzelnen Aussagen der Vita auf Kügelin selbst zurückgehen oder aber von legendarischen Vorlagen übernommen sind, noch aus.
Elisabeth Achler galt, anders als Mystikerinnen in den etablierten Frauenklöstern, als „Frau aus dem Volk“, die ein entschiedenes Leben in der Nachfolge Christi geführt habe. In ihrem Geist wirkte dann auch Ursula Haider, die 1422–1430 im Kloster Reute aufwuchs und später als mystisch begnadete Reformäbtissin des Bickenklosters in Villingen bekannt wurde.
Elisabeth Achler, die „Gute Beth“, wie sie aufgrund ihres aufopferungsvollen Lebens genannt wird, ist als einzige unter den mystisch begnadeten Frauen des 14. und 15. Jahrhunderts in Deutschland zur Volksheiligen geworden; sie wird bis heute verehrt. Ihre Seligsprechung erfolgte am 19. Juli 1766 durch Papst Clemens XIII.; ihr Fest wird am 25. November begangen. In der Wallfahrtskirche von Reute stellen barocke Fresken von Eustachius Gabriel Szenen aus ihrem Leben dar. Seit 1870 ist in Reute das Mutterhaus einer neuen franziskanischen Gemeinschaft; nach dem Vorbild der „Guten Beth“ setzen sich die Franziskanerinnen von Reute zum Ziel, „Gott in der leidenden Menschheit (zu) dienen“.